# 乌什河畔巴尔比雷
乌什河畔巴尔比雷（法語：Barbirey-sur-Ouche，法語發音：[baʁbiʁɛ syʁ uʃ]）是法国科多尔省的一个市镇，位于该省中部，属于第戎区。

## 地理
乌什河畔巴尔比雷（47°15'10"N, 4°45'17"E）面积10.76 平方千米，位于法国勃艮第-弗朗什-孔泰大區科多尔省，该省份为法国中东部省份，北起奥布省，西接涅夫勒省和约讷省，南至索恩-卢瓦尔省，东南接汝拉省，东临上索恩省，东北部与上马恩省接壤。
与乌什河畔巴尔比雷接壤的市镇（或旧市镇、城区）包括：乌什河畔日塞、乌什河畔圣维克托、蒙塔尼地区雷米利、乌什河畔拉比西耶尔、格勒南莱松贝农。
乌什河畔巴尔比雷的时区为UTC+01:00、UTC+02:00（夏令时）。

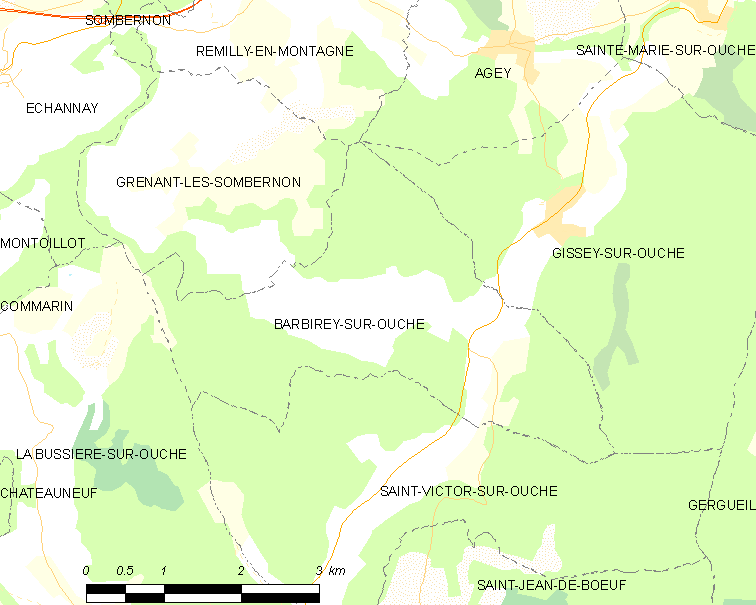
乌什河畔巴尔比雷的OSM定位图

## 行政
乌什河畔巴尔比雷的邮政编码为21410，INSEE市镇编码为21045。

## 政治
乌什河畔巴尔比雷所属的省级选区为塔朗县。

## 交通
科多尔省省道D8线、D33线和D114线在境内交汇。

## 人口

1962-2008年间乌什河畔巴尔比雷人口变化图示

乌什河畔巴尔比雷于2022年1月1日时的人口数量为242人。